# El Mezquite Grande
El Mezquite Grande är en ort i Mexiko.   Den ligger i kommunen Zapotlanejo och delstaten Jalisco, i den centrala delen av landet, 400 km väster om huvudstaden Mexico City. El Mezquite Grande ligger 1 484 meter över havet och antalet invånare är 110.
Terrängen runt El Mezquite Grande är kuperad åt nordväst, men åt sydost är den platt. Runt El Mezquite Grande är det ganska tätbefolkat, med 96 invånare per kvadratkilometer. Närmaste större samhälle är Tlaquepaque, 18,1 km väster om El Mezquite Grande. I omgivningarna runt El Mezquite Grande växer huvudsakligen savannskog.